# Ратуша (Виттен)
Ратуша Виттена (нем. Rathaus Witten) — здание городского управления города Виттен (федеральная земля Северный Рейн — Вестфалия).

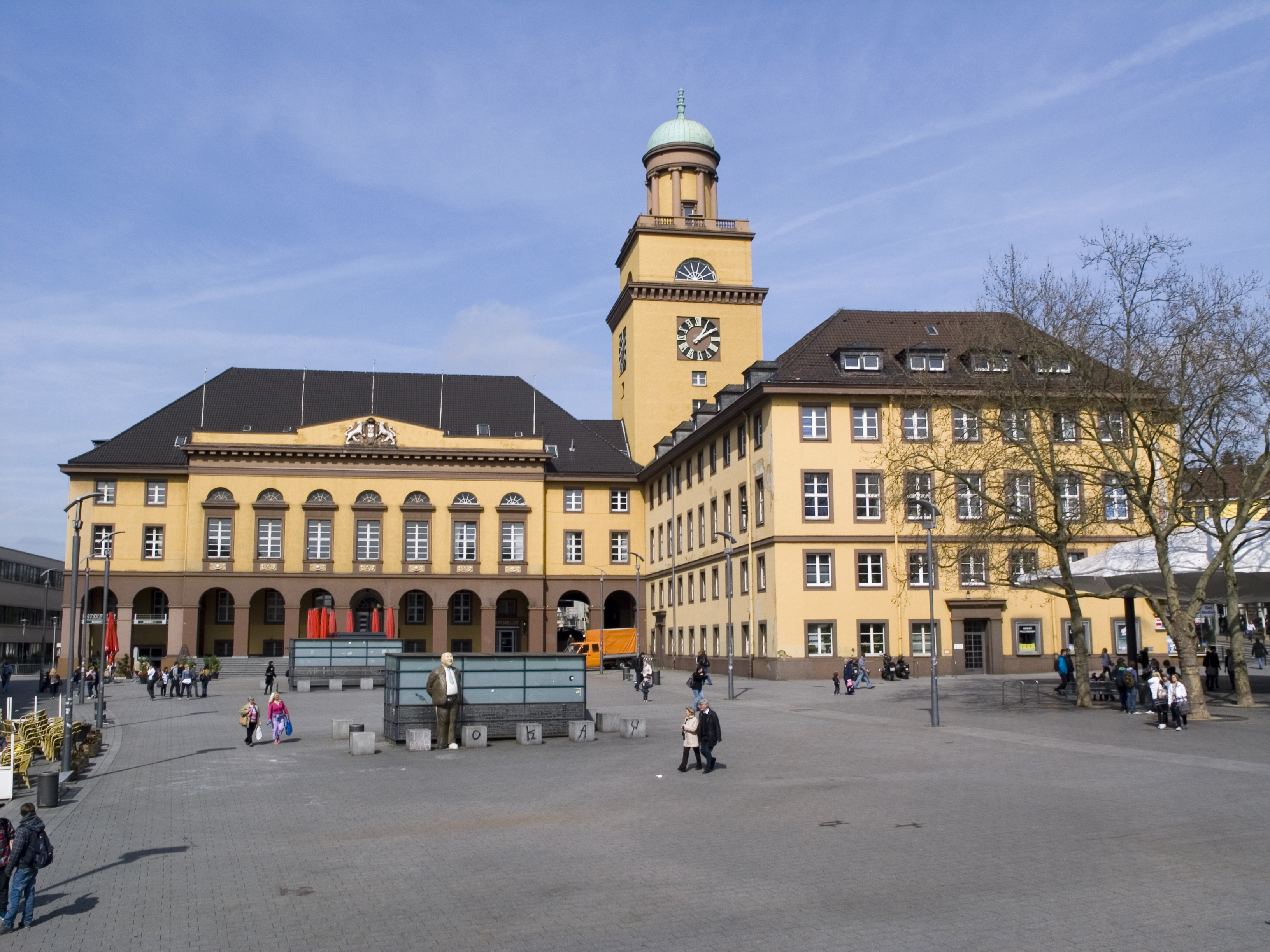
Ратуша Виттена

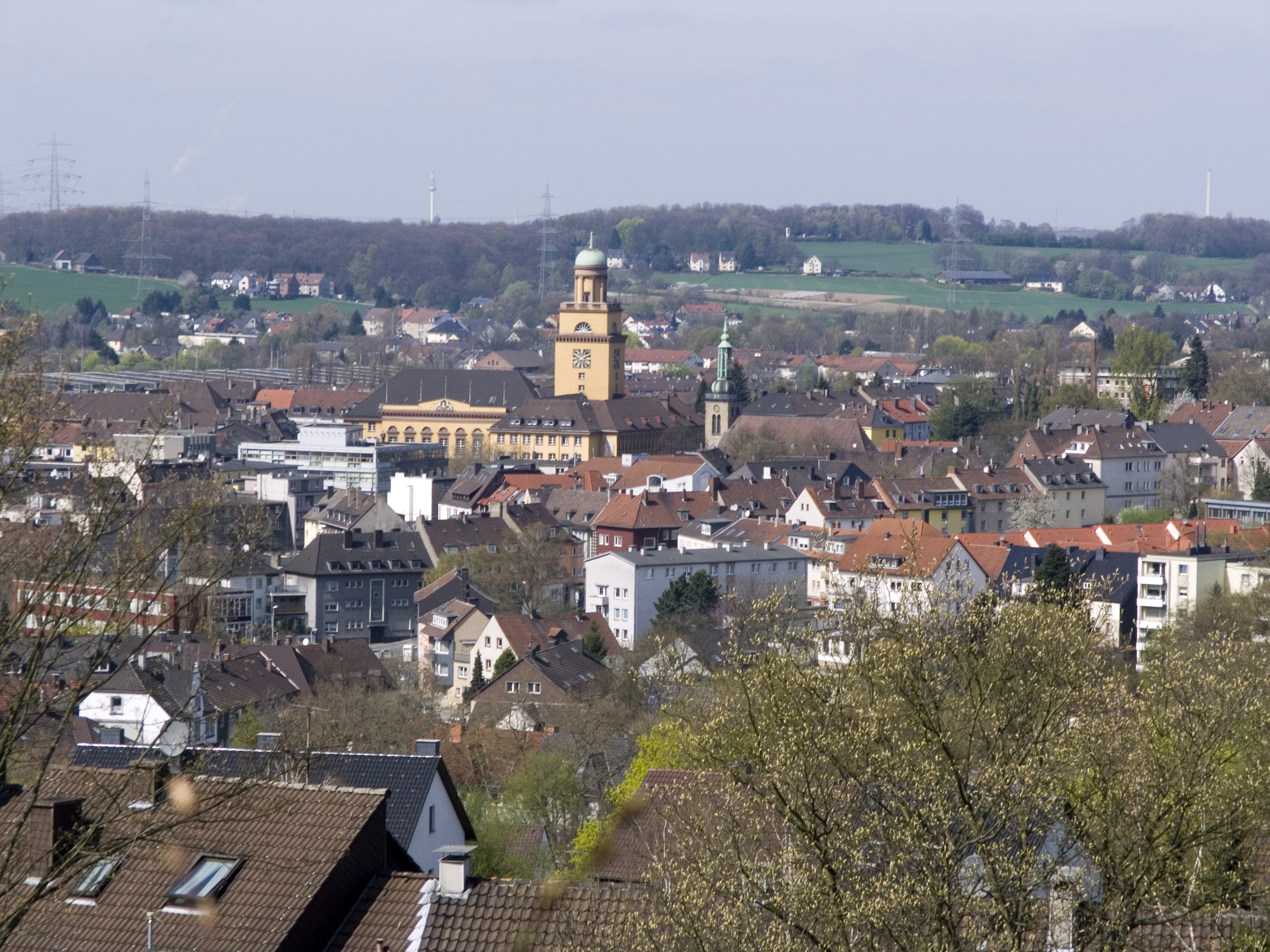
Вид на ратушу с башни Елены

В 1862 городской магистрат Виттена снимает частный дом на рыночной площади для использования в качестве ратуши. Решение о строительстве новой ратуши было принято в 1911 году. 25 октября был объявлен конкурс на лучший проект здания. Победу в конкурсе одержал проект берлинского архитектора Генриха Дженнена. Однако, до первой мировой войны строительные работы так и не были начаты.
Строительство ратуши началось 7 июля 1921 года. В связи с оккупацией Рура французскими войсками в 1923 году строительство вновь было заморожено. После того как 26 сентября 1923 года новый рейхсканцлер Густав Штреземан объявил о прекращении пассивного сопротивления, строительные работы были возобновлены. Первый этап строительства был завершен в 1924 году. Магистрат города занял лишь небольшую часть помещений в готовой части здания, большая часть была занята командованием французской армии.
В июле 1924 года началось строительство башни ратуши, которая сейчас, наравне с расположенной рядом церковью апостола Иоанна, определяют облик центральной части города. Изначально планировалось, что на вершине башни будет установлена бронзовая скульптура, но в городском бюджете не удалось найти требуемых для этого 10 000 рейхсмарок, поэтому вместо скульптуры башня была завершена полукруглым куполом из листовой меди с небольшим шпилем.
Полностью строительство ратуши было завершено в 1926 году.